# Jorge Pablo Brito
Jorge Pablo Brito (Buenos Aires, 29 de junio de 1979) es un empresario y dirigente deportivo argentino, presidente del Club Atlético River Plate desde el 14 de diciembre de 2021. 
Hijo del banquero Jorge Horacio Brito, desde 2013 se desempeñó como vicepresidente primero del club bajo la presidencia de Rodolfo D'Onofrio.

## Biografía
Jorge Brito nació el 29 de junio de 1979. Es el segundo hijo del matrimonio que formaron el empresario Jorge Horacio Brito y Marcela Carballo.
Brito es presidente del Club Atlético River Plate desde el 14 de diciembre de 2021. Previamente fue vicepresidente primero de la institución durante la gestión de Rodolfo D'onofrio, entre los años 2013 y 2021.
Jorge Brito fue elegido presidente del directorio de Banco Macro el 15 de marzo de 2023. Su trabajo en la entidad comenzó en enero de 1997, donde fue vicepresidente y director. También fue presidente del directorio de Macro Securities entre los años 2013 y 2022.
Asimismo, Brito es presidente del directorio de la empresa agrícola-ganadera Inversora Juramento, fue titular de la Asociación de Bancos Argentinos (ADEBA) entre abril de 2017 y abril de 2018 y presidente del directorio de Genneia SA entre diciembre de 2015 y abril de 2022.
En 2024, la revista Forbes puso a él y a su familia en el puesto 13 del ranking de las 50 personas más ricas de la Argentina con una fortuna de $ 1.450 millones de dólares. En 2025 quedó posicionado como uno de los tres empresarios más confiables según una encuesta realizada por la  por la consultora Pulso Research.
Durante su gestión como presidente de River Plate, el Estadio Monumental se consolidó como el más grande de Sudamérica, con una capacidad superior a los 83.000 espectadores y liderando el ranking global de asistencia por segundo año consecutivo. En términos financieros, el club registró el mejor balance económico de sus 123 años de historia, con un superávit de 62 millones de dólares durante el ejercicio 2023–2024.
También se destacó por contar en su plantel con varios campeones del mundo, siendo la institución con más futbolistas que obtuvieron la Copa Mundial en Qatar 2022 después del Sevilla FC. En el plano educativo, se inauguró el nuevo edificio del Colegio River, con capacidad para 1.000 alumnos, el único en el mundo con seis campeones mundiales entre sus exalumnos.
En infraestructura, se concretó la apertura de un nuevo predio de siete hectáreas para las divisiones formativas, ubicado a 1.000 metros del estadio y destinado a convertirse en un centro de alto rendimiento. Finalmente, se estrenó el primer palco sensorial inclusivo de la Argentina, diseñado especialmente para personas con autismo, siendo el único de su tipo en estadios argentinos.

### Resultados electorales

#### 2021
| Candidato                   | Candidato                   | Agrupación                  | Votos  | %       |
| --------------------------- | --------------------------- | --------------------------- | ------ | ------- |
|                             | Jorge Pablo Brito           | Filosofía River             | 14 020 | 70,69%  |
|                             | Carlos Trillo               | Unidos x River Plate        | 2 839  | 14,31%  |
|                             | Antonio Caselli             | Primero River               | 2 182  | 11%     |
|                             | Luis Belli                  | Creemos                     | 745    | 3,76%   |
| Total de votos válidos      | Total de votos válidos      | Total de votos válidos      | 19 786 | 99,76%  |
| Votos nulos y blancos       | Votos nulos y blancos       | Votos nulos y blancos       | 47     | 0,24%   |
| Total de empadronados       | Total de empadronados       | Total de empadronados       | 50 481 | 50 481  |
| Total de mesas              | Total de mesas              | Total de mesas              | 80     | 80      |
| Total de sufragios emitidos | Total de sufragios emitidos | Total de sufragios emitidos | 19 833 | 100,00% |

## Títulos disputados durante su presidencia

### Torneos nacionales
| Título                | Sede      | Resultado    |
| --------------------- | --------- | ------------ |
| Primera División 2022 | Argentina | Tercer lugar |
| Primera División 2023 | Argentina | Campeón      |
| Primera División 2024 | Argentina | Quinto lugar |

### Copas nacionales
| Título                           | Sede      | Resultado              |
| -------------------------------- | --------- | ---------------------- |
| Trofeo de Campeones 2021         | Argentina | Campeón                |
| Copa de la Liga Profesional 2022 | Argentina | Cuartos de final       |
| Copa Argentina 2022              | Argentina | Cuartos de final       |
| Copa de la Liga Profesional 2023 | Argentina | Semifinal              |
| Copa Argentina 2023              | Argentina | Dieciseisavos de final |
| Trofeo de Campeones 2023         | Argentina | Campeón                |
| Supercopa Argentina 2023         | Argentina | Campeón                |
| Supercopa Internacional 2023     | Argentina | Subcampeón             |
| Copa de la Liga Profesional 2024 | Argentina | Cuartos de final       |
| Copa Argentina 2024              | Argentina | Dieciseisavos de final |

### Campeonatos internacionales
| Título                 | Sede     | Resultado        |
| ---------------------- | -------- | ---------------- |
| Copa Libertadores 2022 | CONMEBOL | Octavos de final |
| Copa Libertadores 2023 | CONMEBOL | Octavos de final |
| Copa Libertadores 2024 | CONMEBOL | Semifinal        |

## Palmarés

### Campeonatos nacionales
| Título              | Club        | País      | Año     | Cargo             |
| ------------------- | ----------- | --------- | ------- | ----------------- |
| Primera División    | River Plate | Argentina | F-2014  | Vicepresidente 1º |
| Copa Campeonato     | River Plate | Argentina | 2014    | Vicepresidente 1º |
| Copa Argentina      | River Plate | Argentina | 2015-16 | Vicepresidente 1º |
| Copa Argentina      | River Plate | Argentina | 2016-17 | Vicepresidente 1º |
| Supercopa Argentina | River Plate | Argentina | 2017    | Vicepresidente 1º |
| Copa Argentina      | River Plate | Argentina | 2018-19 | Vicepresidente 1º |
| Supercopa Argentina | River Plate | Argentina | 2019    | Vicepresidente 1º |
| Primera División    | River Plate | Argentina | 2021    | Vicepresidente 1º |
| Trofeo de Campeones | River Plate | Argentina | 2021    | Presidente        |
| Primera División    | River Plate | Argentina | 2023    | Presidente        |
| Trofeo de Campeones | River Plate | Argentina | 2023    | Presidente        |
| Supercopa Argentina | River Plate | Argentina | 2023    | Presidente        |

### Campeonatos internacionales
| Título              | Club        | Sede         | Año  | Cargo             |
| ------------------- | ----------- | ------------ | ---- | ----------------- |
| Copa Sudamericana   | River Plate | Buenos Aires | 2014 | Vicepresidente 1º |
| Recopa Sudamericana | River Plate | Buenos Aires | 2015 | Vicepresidente 1º |
| Copa Libertadores   | River Plate | Buenos Aires | 2015 | Vicepresidente 1º |
| Copa Suruga Bank    | River Plate | Osaka        | 2015 | Vicepresidente 1º |
| Recopa Sudamericana | River Plate | Buenos Aires | 2016 | Vicepresidente 1º |
| Copa Libertadores   | River Plate | Madrid       | 2018 | Vicepresidente 1º |
| Recopa Sudamericana | River Plate | Buenos Aires | 2019 | Vicepresidente 1º |

### Otras disciplinas
| Título                          | Club        | Deporte         | Año  |
| ------------------------------- | ----------- | --------------- | ---- |
| Torneo Apertura (M)             | River Plate | Balonmano       | 2022 |
| Torneo Apertura (F)             | River Plate | Balonmano       | 2022 |
| Copa Federal de Fútbol Femenino | River Plate | Fútbol femenino | 2022 |
| Torneo Metropolitano            | River Plate | Voley           | 2024 |